# Pulleys Mill (Illinois)
Pulleys Mill es un área no incorporada ubicada en el condado de Williamson en el estado estadounidense de Illinois.

## Geografía
Pulleys Mill se encuentra ubicada en las coordenadas 37°35′55″N 88°58′39″O / 37.59861, -88.97750.